# راخيم تشاخكيييف
راخيم تشاخكيييف (بالروسية: Чахкиев, Рахим Русланович) مواليد 11 يناير 1983 في توبولسك، الجمهورية الروسية السوفيتية الاتحادية الاشتراكية، هو ملاكم محترف روسي. شارك في دورة الألعاب الأولمبية الصيفية سنة 2008 وحقق الميدالية الذهبية فيها.

## إحصائيات
خاض خلال مسيرته 28 نزالا، فاز في 26 وخسر في 2. فاز بالضربة القاضية في 19 نزالا.

## الميداليات
| الميدالية | المسابقة                       |
| --------- | ------------------------------ |
| ذهبية     | الألعاب الأولمبية الصيفية 2008 |

## روابط خارجية
- راخيم تشاخكيييف على موقع بوكس ريك (الإنجليزية) (registration required)
- راخيم تشاخكيييف على موقع اللجنة الأولمبية الدولية (الإنجليزية)
- راخيم تشاخكيييف على موقع أوليمبيديا (الإنجليزية)